# Bystra (powiat Bielski)
Bystra is een plaats in het Poolse district  Bielski (Silezië), woiwodschap Silezië. De plaats maakt deel uit van de gemeente Wilkowice en telt 3500 inwoners.